# Nau estel·lar

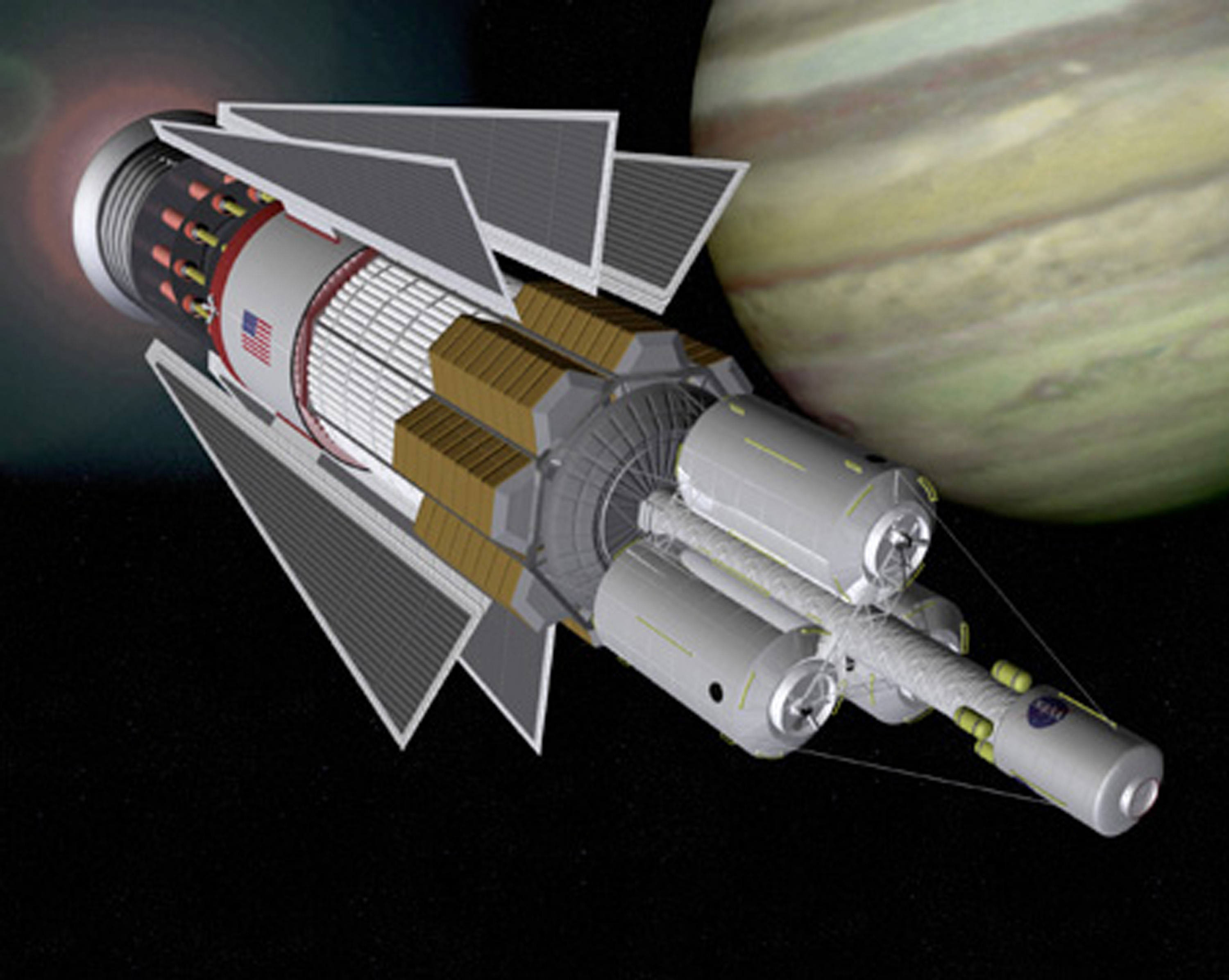
Una versió actualitzada (NASA, 1999) del Projecte Orió pel govern dels Estats Units (1958-1965). Va ser el primer projecte a escala que desenvolupava un concepte per a una nau espacial amb propulsió, de polsos de fissió, que havia de ser capaç de transportar humans a anys llum en centenars d'anys en lloc de milers.

Una nau estel·lar, o nau espacial interestel·lar és una teòrica nau espacial dissenyada per a viatjar entre sistemes planetaris. El terme es troba principalment en ciència-ficció. La referència a una "nau espacial" apareix ja el 1882 a Oahspe: A New Bible.
Tot i que les sondes Voyager i Pioneer de la NASA han viatjat a l'espai interestel·lar local, el propòsit d'aquestes naus sense tripulació era específicament interplanetari, i no es preveu que arribin a un altre sistema estel·lar; la sonda Voyager 1 i Gliese 445 es creuaran en un termini d'1,6 anys llum en uns 40.000 anys.Diversos dissenys preliminars per a naus estel·lars han s'ha dut a terme mitjançant enginyeria exploratòria, utilitzant estudis de viabilitat amb tecnologia moderna o tecnologia que es creu que probablement estarà disponible en un futur proper.
L'abril de 2016, els científics van anunciar el Projecte Breakthrough Starshot, un programa de Breakthrough Initiatives, per desenvolupar una flota de prova de concepte de naus espacials de mida centímetral anomenades StarChip, capaç de fer el viatge a Alfa del Centaure, el sistema estel·lar més proper, a velocitats del 20% i del 15% de la velocitat de la llum, trigant entre 20 i 30 anys a arribar al sistema estel·lar, respectivament, i uns 4 anys a notificar a la Terra una arribada reeixida.

## Recerca

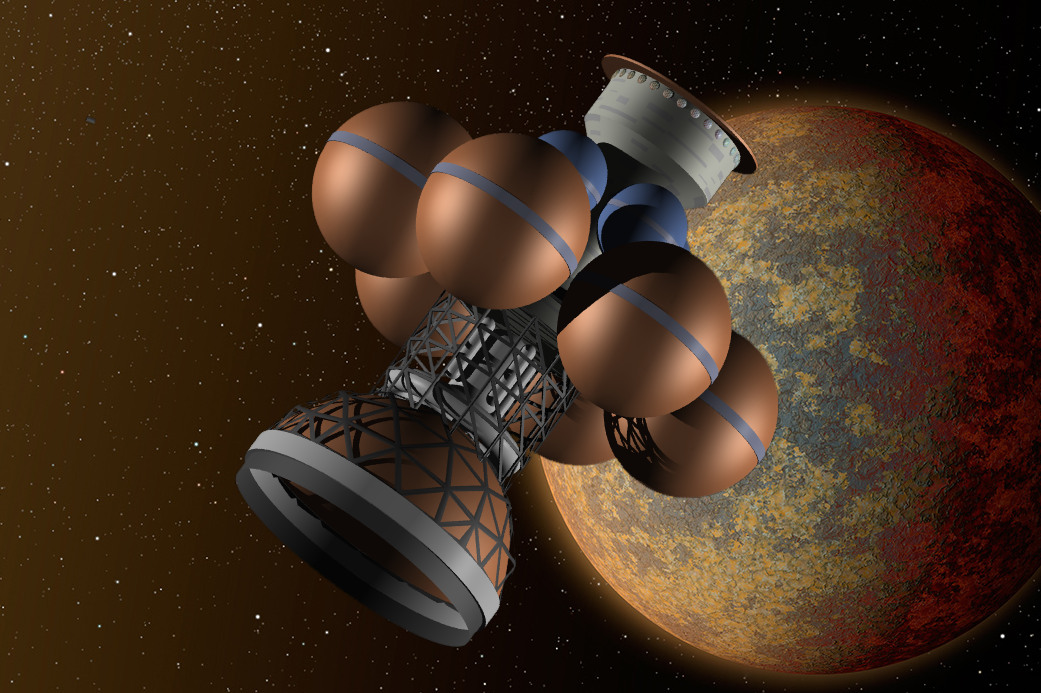
Concepció artística del Projecte Daedalus (1978) de la British Interplanetary Society, una sonda interestel·lar impulsada per fusió

Per viatjar entre estrelles en un temps raonable utilitzant tecnologia similar a la dels coets cal un jet amb velocitat efectiva d'escapament molt alta i una energia enorme per alimentar-lo, com la que podria proporcionar l'energia de fusió o l'antimatèria.
Hi ha molt pocs estudis científics que investiguin els problemes de la construcció d'una nau estel·lar. Alguns exemples d'això inclouen:
- Projecte Orió (1958–1965), nau espacial interplanetària majoritàriament tripulada
- Projecte Daedalus (1973–1978), sonda interestel·lar no tripulada
- Projecte Longshot (1987–1988), sonda interestel·lar no tripulada
- Projecte Icarus (2009–2014), sonda interestel·lar no tripulada
- 100 Year Starship (2011), nau interestel·lar tripulada

L'estatoreactor Bussard és una idea per utilitzar la fusió nuclear de gas interestel·lar per proporcionar propulsió.
Examinada en un número d'octubre de 1973 d' Analog, la nau espacial Enzmann proposava utilitzar una bola de 12.000 tones de deuteri congelat per alimentar les unitats de propulsió per pols. Amb el doble de llarg que l'Empire State Building, que és alt i muntat en òrbita, la nau espacial proposada formaria part d'un projecte més gran precedit per sondes interestel·lars i observació telescòpica dels sistemes estel·lars objectiu.
El Breakthrough Propulsion Physics Program de la NASA (1996–2002) va ser un estudi científic professional que examinava els sistemes avançats de propulsió de naus espacials.

## Tipus
- Dormitori: Naus estel·lars que col·loquen els seus ocupants en Criostasi o hipersomni durant un viatge llarg. Això inclou sistemes basats en criònica que congelen els passatgers durant la durada del viatge. Aquest és un trop comú en la ciència-ficció, amb alguns exemples notables com ara "To Sleep in a Sea of Stars" de Christopher Paolini i "Looking Backward" d'Edward Bellamy.
- Generacional: Naus en què els descendents dels passatgers originals arribarien a la destinació. Aquestes naus serien necessàriament autosuficients i automantingudes durant possiblement milers d'anys. Exemples notables d'això en la ficció són el Godspeed a "Across the Universe" de Beth Revis (i seqüeles posteriors), així com el Vanguard d' "Orphans of the Sky" de Robert A. Heinlein

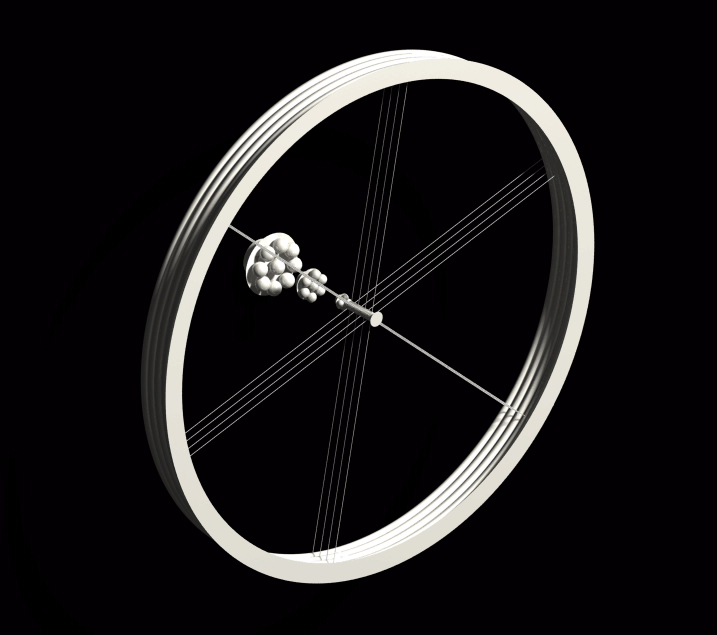
Nau generacional basat en Stanford Torus, proposada pel Projecte Hyperion

- Relativístiques: Naus que funcionen aprofitant la dilatació del temps a velocitats properes a la de la llum, de manera que els viatges llargs semblaran molt més curts (però encara trigaran el mateix temps per als observadors externs).
- Desplaçament del marc de referència: Naus que aprofiten el fet que certes dimensions estan menys "plegades" que d'altres, per permetre viatges més curts desplaçant el marc de referència cap a una dimensió més alta i plana per reduir el temps de viatge, com ara en la ciència-ficció amb l'hiperespai interdimensional. Generalment, això resulta en velocitats properes a (però important, no superiors a) la velocitat de la llum.

- Superlumínic (FTL): Una nau que funciona arribant a una destinació més ràpid que la velocitat de la llum. Tot i que segons la teoria especial de la relativitat, viatjar a una velocitat superior a la llum és impossible, s'han plantejat hipòtesis sobre motors com un motor de curvatura o que utilitzen un forat de cuc, que en principi és similar.

### Possibilitats teòriques

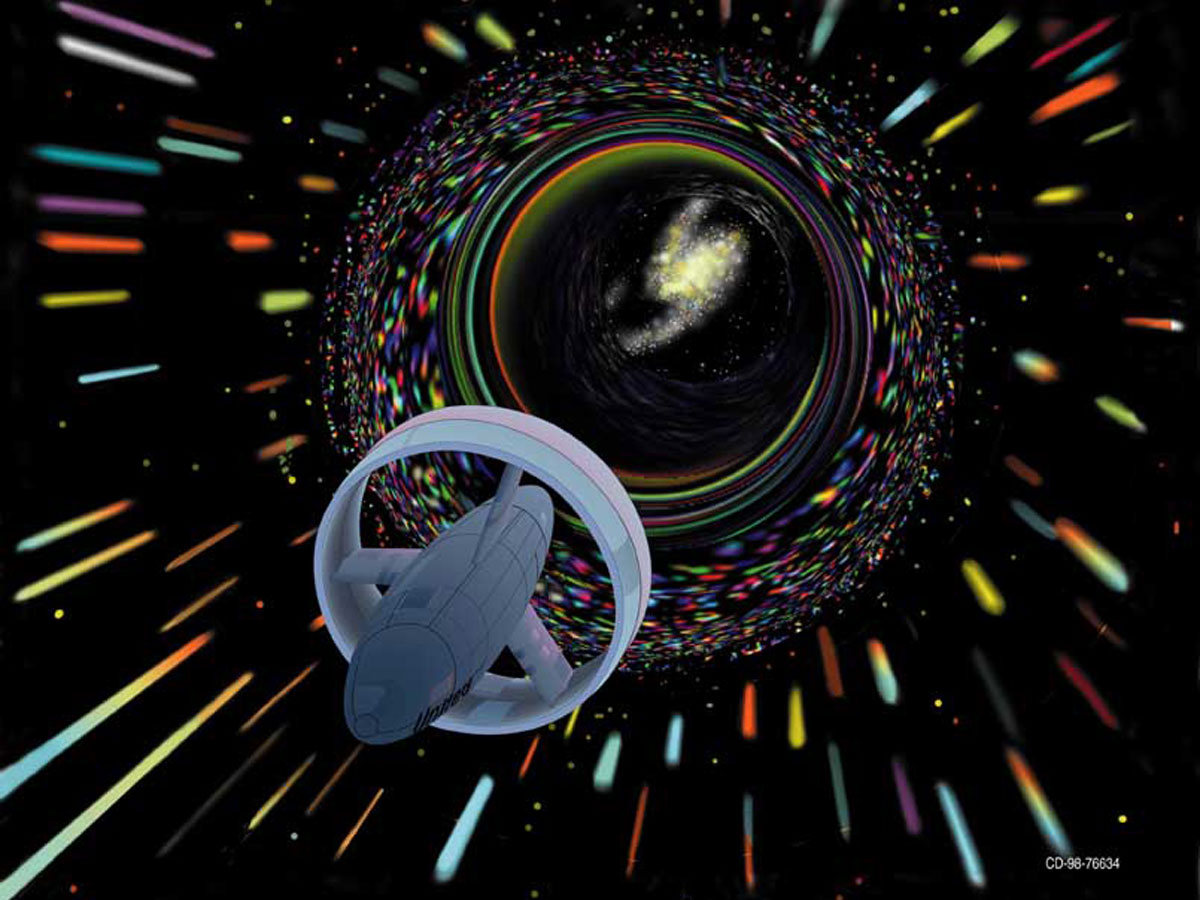
Representació artística d'una hipotètica «Nau espacial propulsada per inducció de forats de cuc», basada lliurement en l'article de "impulsor warp" de Miguel Alcubierre de 1994

L'impulsor d'Alcubierre és un motor de  curvatura especulatiu conjecturat pel físic mexicà Miguel Alcubierre en un article de 1994 que no ha estat revisat per experts. L'article suggereix que l'espai mateix podria ser deformat topogràficament per crear una regió local de l'espai-temps on la regió situada davant de la "bombolla de deformació" es comprimeix, es permet que reprengui la normalitat dins de la bombolla i després s'expandeixi ràpidament darrere de la bombolla creant un efecte que resulta en un viatge FTL aparent, tot d'una manera coherent amb les equacions de camp d'Einstein de la relativitat general i sense la introducció de forats de cuc. Tanmateix, la construcció real d'un accionament d'aquest tipus s'enfrontaria a altres greus dificultats teòriques.

## Exemples ficticis

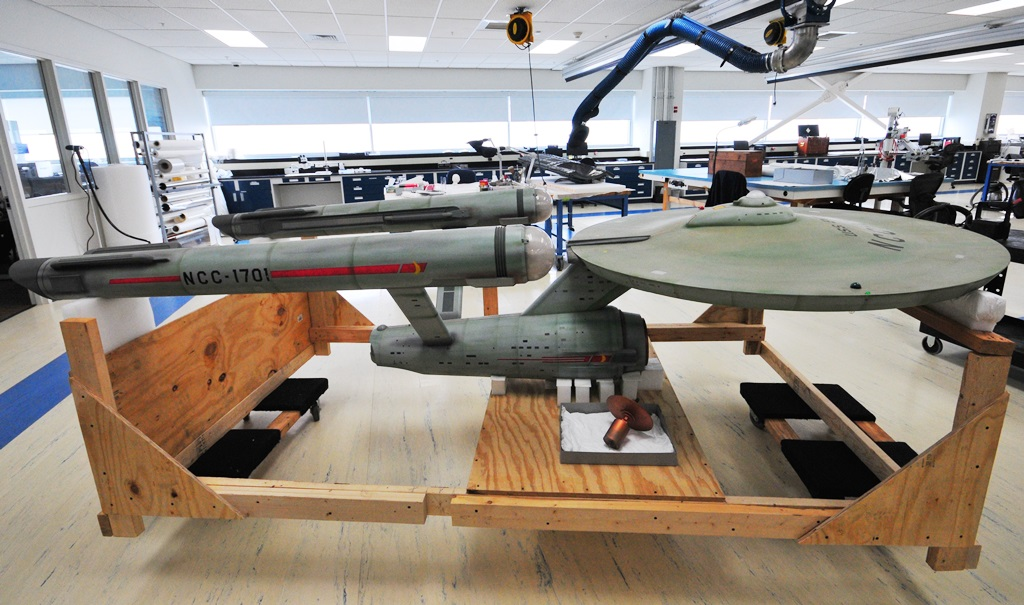
La maqueta de la nau estel·lar USS Enterprise (NCC-1701) de 288,6 metres de llargada de la sèrie de televisió Star Trek: La sèrie original. La maqueta va ser donada a la Smithsonian Institution el 1974, on s'exhibeix públicament.

Hi ha naus àmpliament conegudes en diverses franquícies de ciència-ficció. L'ús cultural més destacat i un dels primers usos comuns del terme «nau estel·lar» va ser a «Star Trek: La sèrie original».

### Grups de naus
- Naus de Star Trek
  - USS Defiant (Star Trek: Deep Space Nine)
  - USS Discovery
  - USS Enterprise (vàries)
  - USS Voyager (Star Trek: Voyager)
  - Naus espacials klíngon
- Naus de |Star Wars
  - Falcó Mil·lenari
  - Destructor Estel·lar
- M/V Seamus (Archer: 1999)
- The Reapers (Mass Effect)
- USS Callister (USS Callister)